# Charles de L'Aubespine
Pour les articles homonymes, voir Aubespine et Châteauneuf.
Charles de L'Aubespine, marquis de Châteauneuf et comte de Sagonne, né le 22 février 1580 à La Celle-Condé et mort le 26 septembre 1653 au château de Leuville, est un homme politique français, connu par ses contemporains sous le nom de « Châteauneuf » ou de « garde des sceaux de Châteauneuf ».

## Biographie
Issu d'une vieille famille berrichonne de conseillers du Roi et de secrétaires d'État, il est le petit-fils de Claude de L'Aubespine, baron de Châteauneuf, et le grand-oncle maternel du célèbre mémorialiste Saint-Simon.
Il devient abbé de Préaux, puis de Massay et de Noirlac à Bruère-Allichamps.
Il est appelé en 1611 à la direction des finances, avec Pierre Jeannin et Jacques-Auguste de Thou. Il remplit diverses missions en tant qu'ambassadeur de France en Hollande (1609), à Valteline (1626) et en Angleterre (1629).
Fait Garde des sceaux par Richelieu en 1630 après la journée des Dupes, en remplacement de Michel de Marillac, il préside les commissions extraordinaires de justice qui condamnent à mort le maréchal Louis de Marillac et le duc Henri II de Montmorency. Il est nommé également gouverneur de Touraine.
En 1630 il obtient la commende de l'abbaye Saint-Eloi de Noyon qu'il conservera jusqu'en 1653.
Il est actif et travailleur, et semble le docile instrument du cardinal. Néanmoins, il ne tarde pas à trahir Richelieu pour les beaux yeux de Mme de Chevreuse : il lui révèle les projets de Louis XIII sur la forteresse lorraine de Moyenvic, et la duchesse en informe aussitôt le duc Charles IV (1633). Le cardinal lui ôte alors les sceaux pour les donner à Séguier, et le fait jeter dans une prison du château d'Angoulême où il reste dix ans, tandis que Mme de Chevreuse est exilée en Touraine.
Libéré à la mort de Louis XIII (1643), il participe à la cabale des Importants menée par la duchesse de Chevreuse contre Mazarin. Il est de nouveau éloigné en 1645.
Cependant, grâce au crédit de Mme de Chevreuse, Anne d'Autriche lui rend les sceaux en mars 1650, mais les lui retire en avril 1651 et l'exile, à l'occasion du rapprochement provisoire entre Mazarin et la Vieille Fronde. Il réussit cependant à entrer au conseil du Roi après la majorité du jeune Louis XIV (1651), mais il s'y trouve sans crédit à cause de ses intrigues passées et préfère se retirer au début de 1652, peu de temps avant de mourir à Leuville-sur-Orge en 1653.
Pas plus que Chavigny, il ne parvint à s'imposer comme principal ministre.
Mort sans postérité, il fit agrandir par l'architecte François Mansart  en 1631-1632 son château de Montrouge, aujourd'hui disparu. A Paris, François Mansart aurait aussi travaillé pour lui à l'hôtel de Châteauneuf, rue Coquillière, également disparu.

### Monument funéraire
Par son testament, il légua à François Mansart une somme pour qu'il conçoive et fasse exécuter un monument funéraire dans la chapelle familiale de la cathédrale de Bourges.
Ce monument fut exécuté vers 1656, mais fut démonté à la Révolution.
Son aspect est connu par un dessin de la collection Gaignières.
Une partie de la statuaire en a été conservée, en particulier l'orant de Charles de L'Aubespine, celui de son père, celui de sa mère, sculptés en marbre de Carrare par Philippe de Buyster, sa plaque funéraire et les statues des deux pleureuses.
Visibles dans la cathédrale de Bourges, ces pièces de sculpture sont classées monument historique, les trois orants depuis un arrêté du 21 octobre 1903, la plaque funéraire depuis le classement de la cathédrale, en 1862.

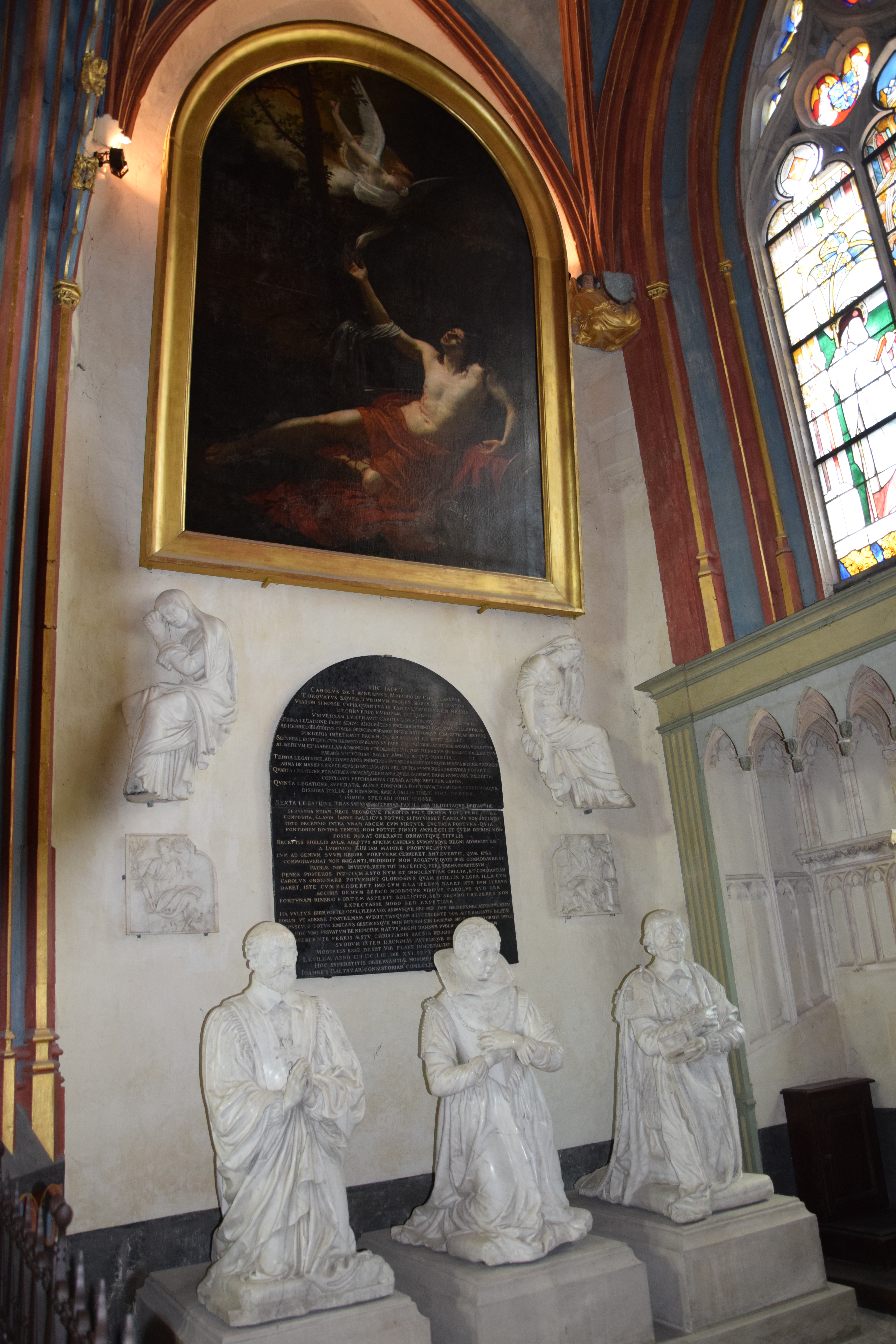
Orants de Guillaume de L'Aubespine, Marie de La Châtre et Charles de L'Aubespine (de gauche à droite) dans la Cathédrale Saint-Étienne de Bourges.